# Doryctes tadzhicus
Doryctes tadzhicus är en stekelart som beskrevs av Sergey A. Belokobylskij. Doryctes tadzhicus ingår i släktet Doryctes och familjen bracksteklar. Inga underarter finns listade i Catalogue of Life.